# 圣母圣殿 (班加罗尔)
12°59′3.1″N 77°36′13.99″E / 12.984194°N 77.6038861°E
圣母圣殿（英語：St. Mary's Basilica）是一座罗马天主教宗座圣殿，位于印度卡纳塔克邦班加罗尔。该堂创建于17世纪，是班加罗尔最古老的教堂之一。该堂在1973年被教宗保禄六世升格为宗座圣殿，这是卡纳塔克邦的第一座宗座圣殿，也是印度第六座宗座圣殿。
该堂以每年8月30日至9月7日举行的九日敬禮（Novena）活动而闻名，以英语、卡纳达克语和泰米尔语提供弥撒，吸引了整个班加罗尔地区的教友。

## 建筑
该堂为哥特式风格，拥有高高的尖顶，和美丽的花窗玻璃。这些花窗玻璃在二战期间曾被拆卸，1947年恢复。

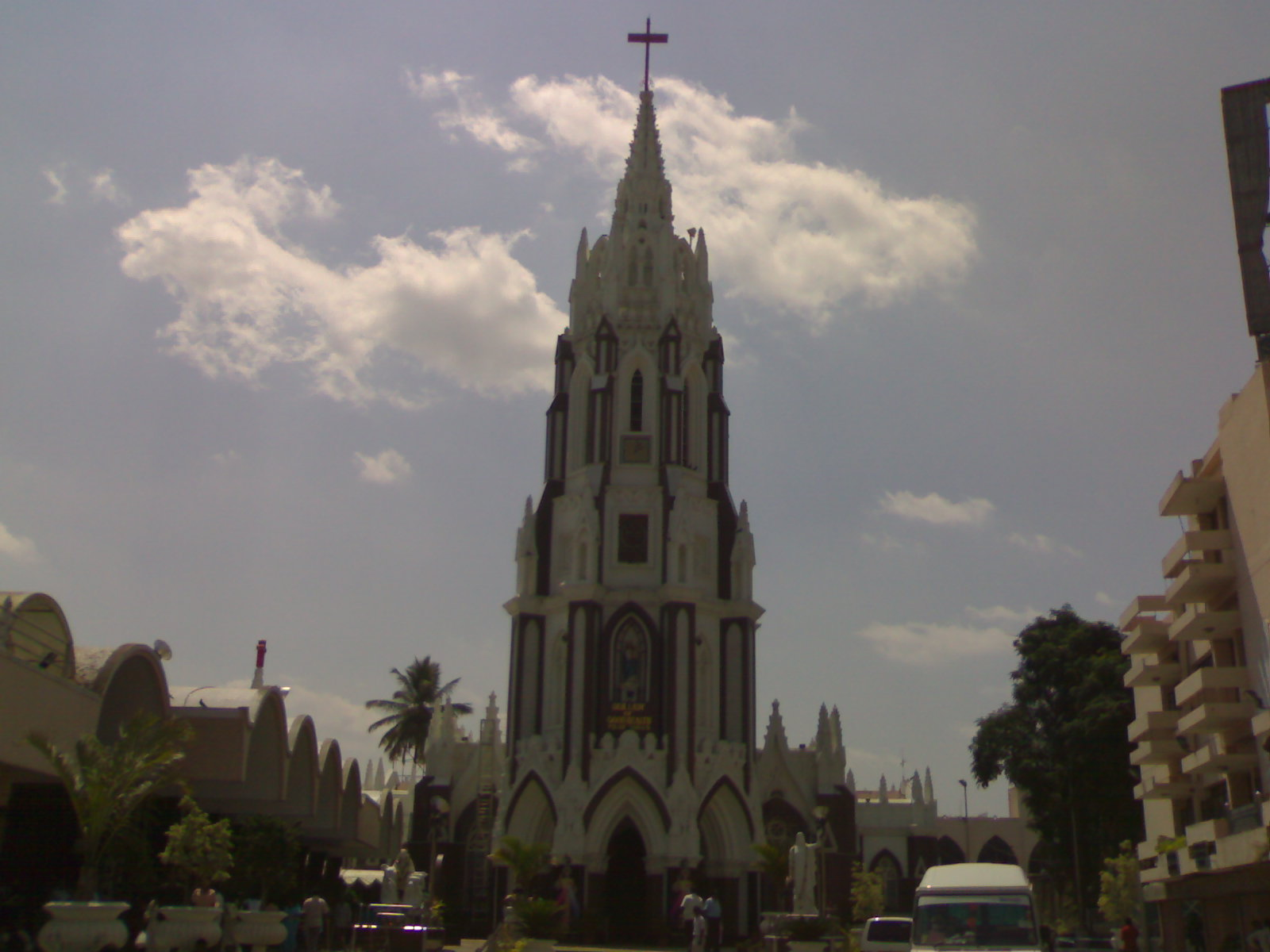
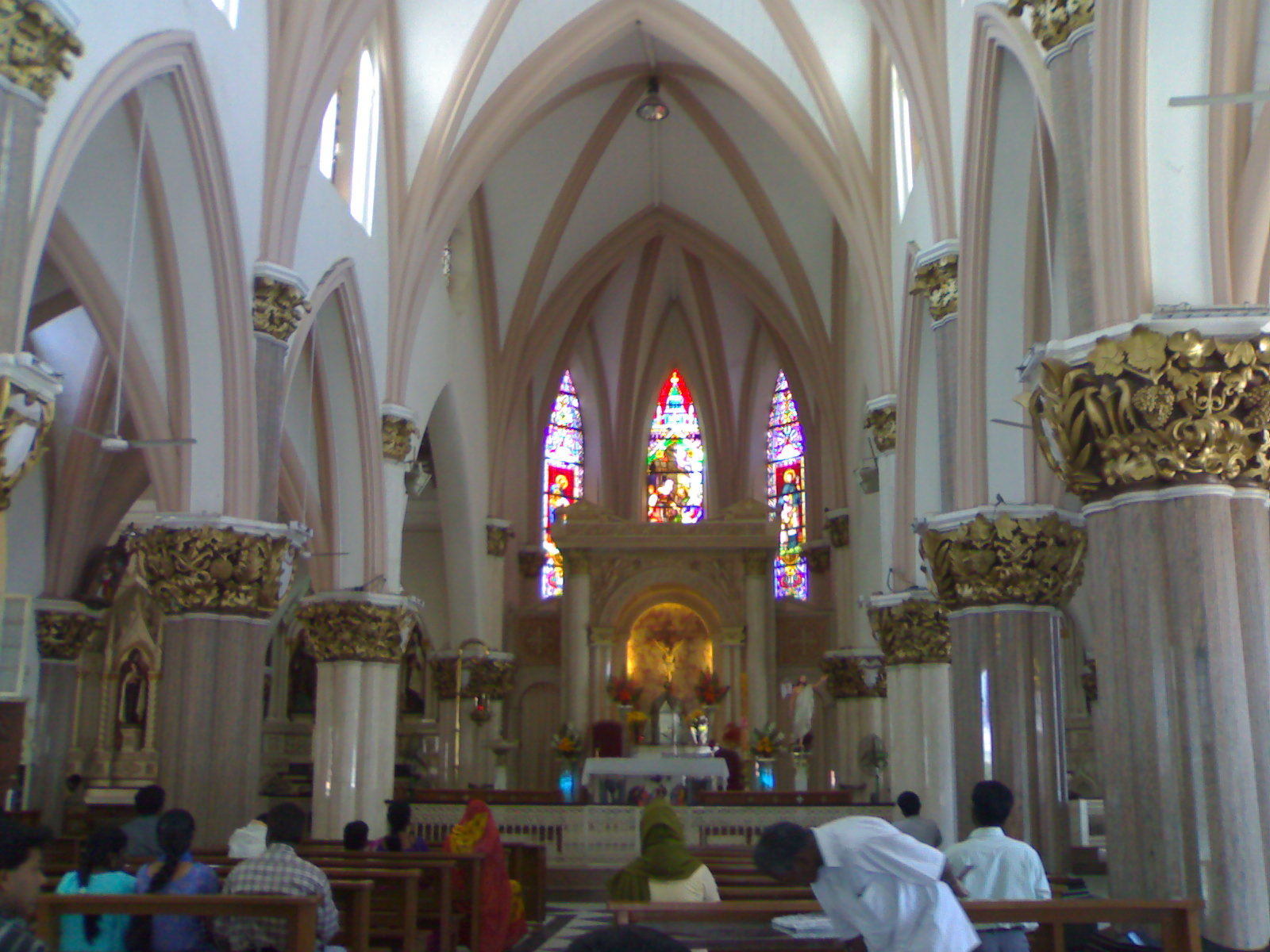
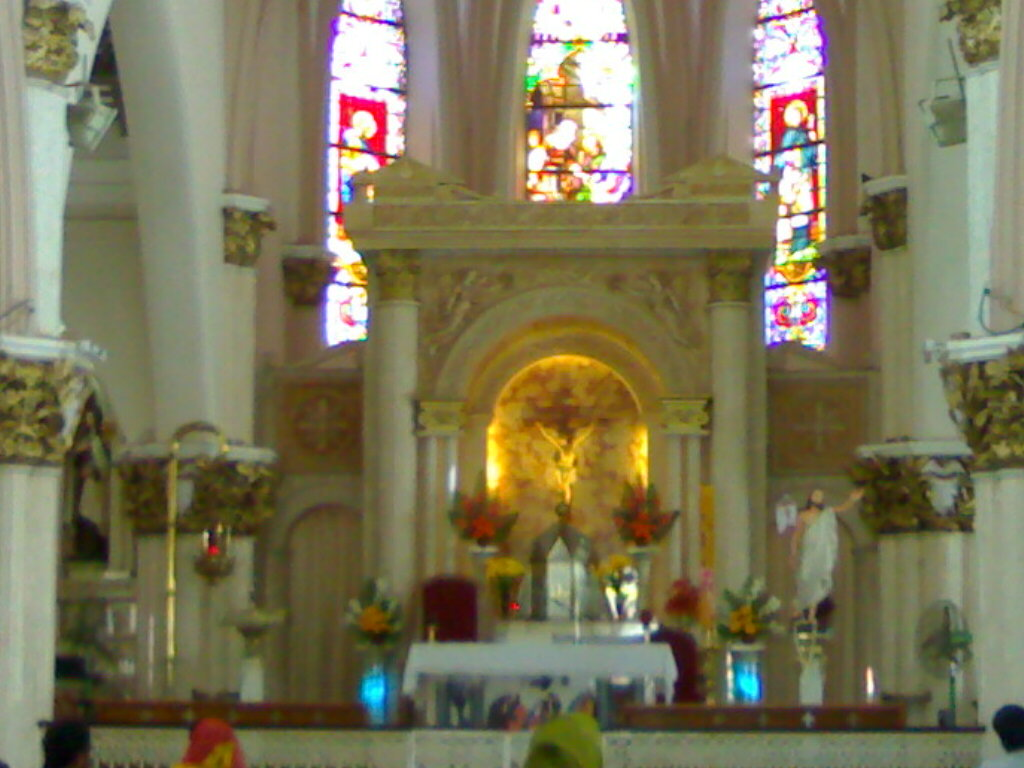
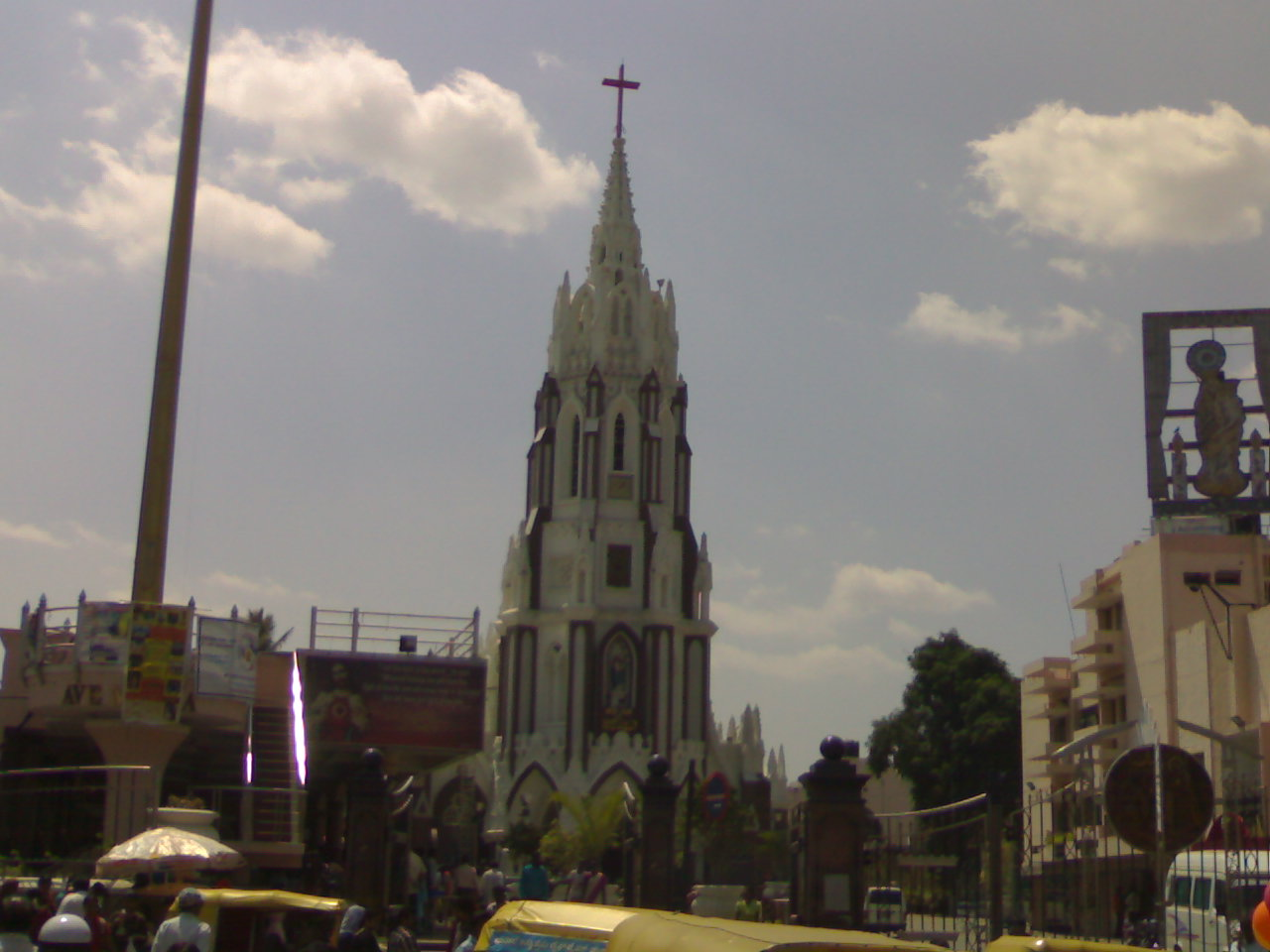
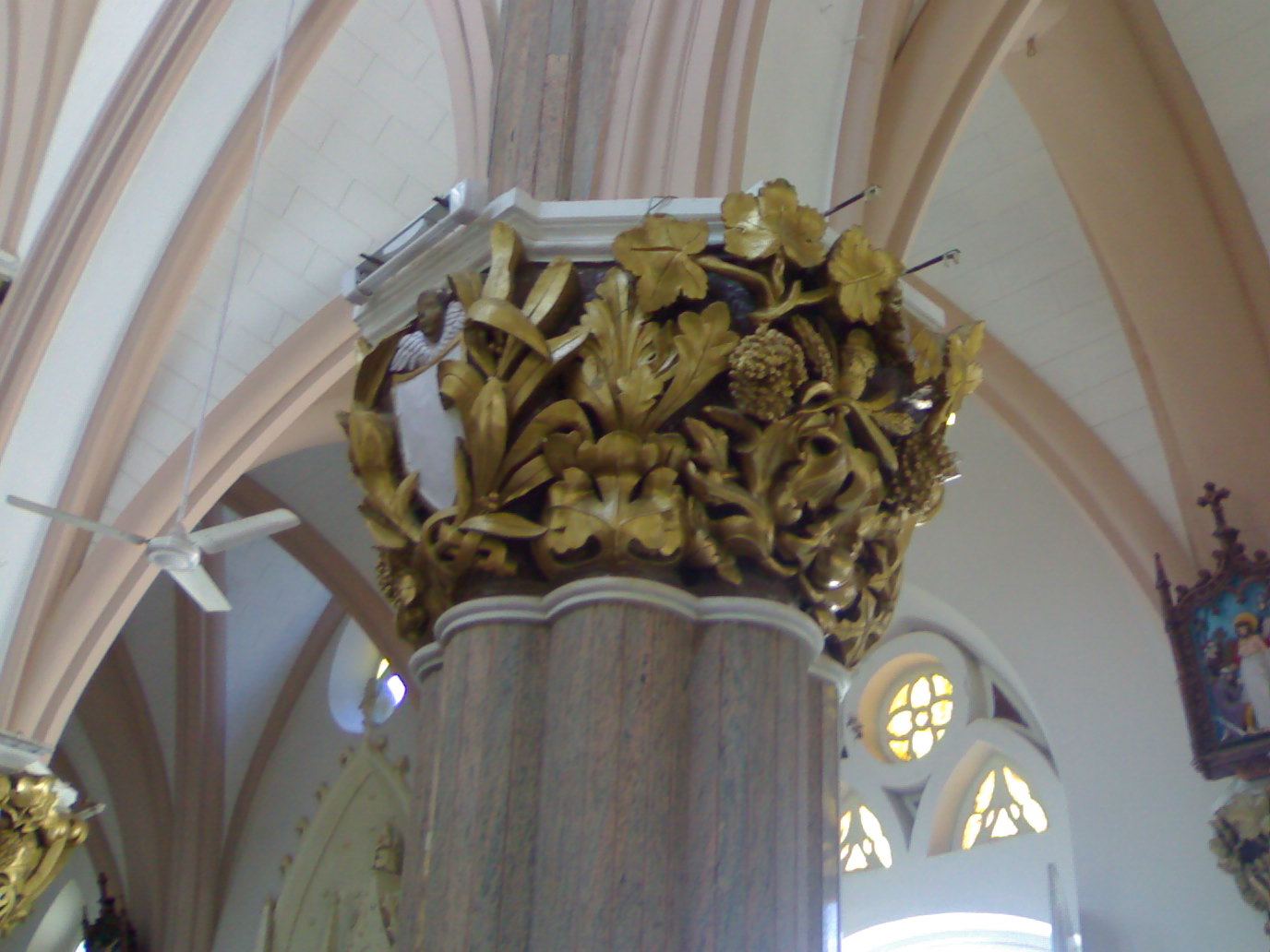
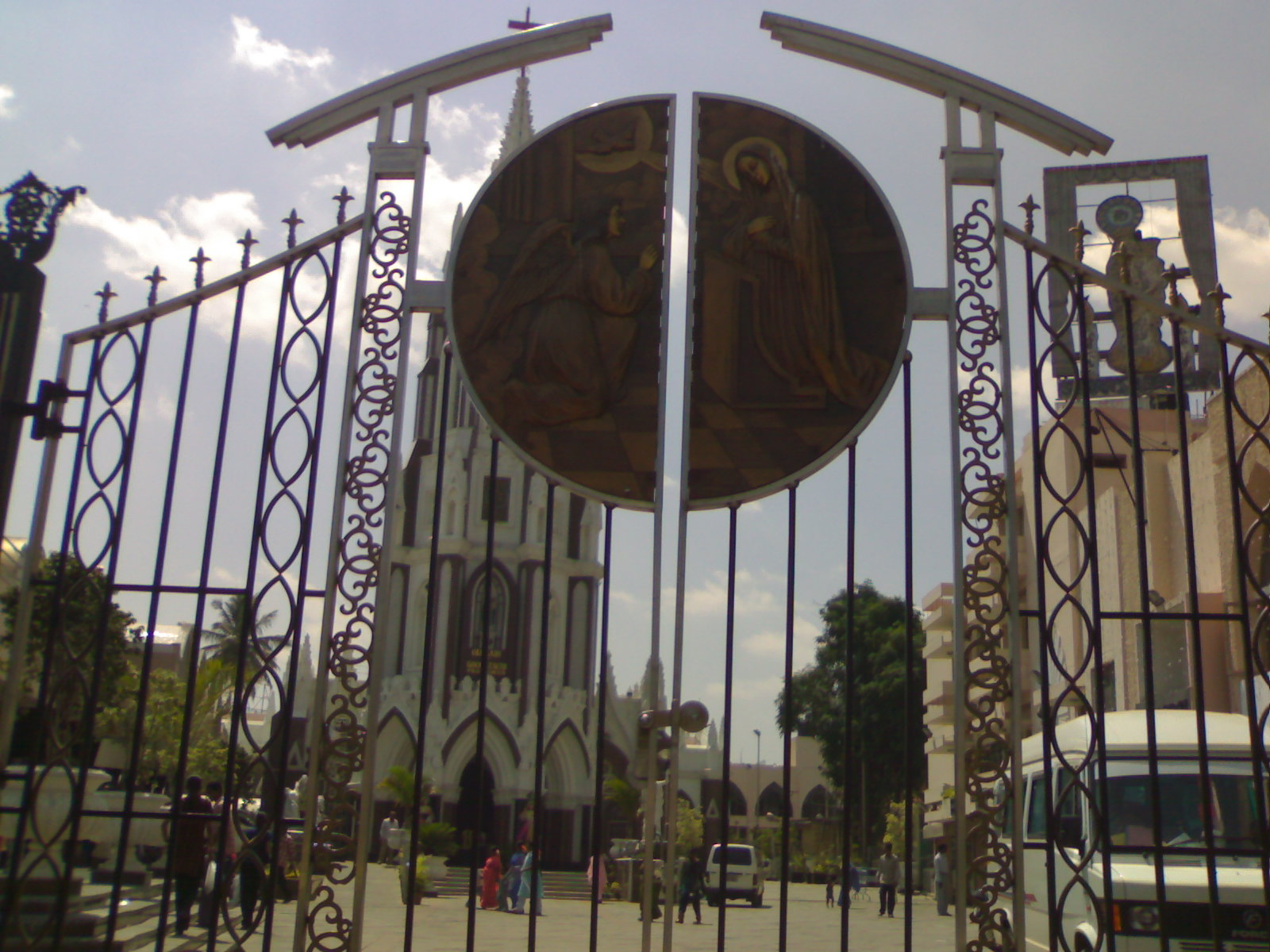
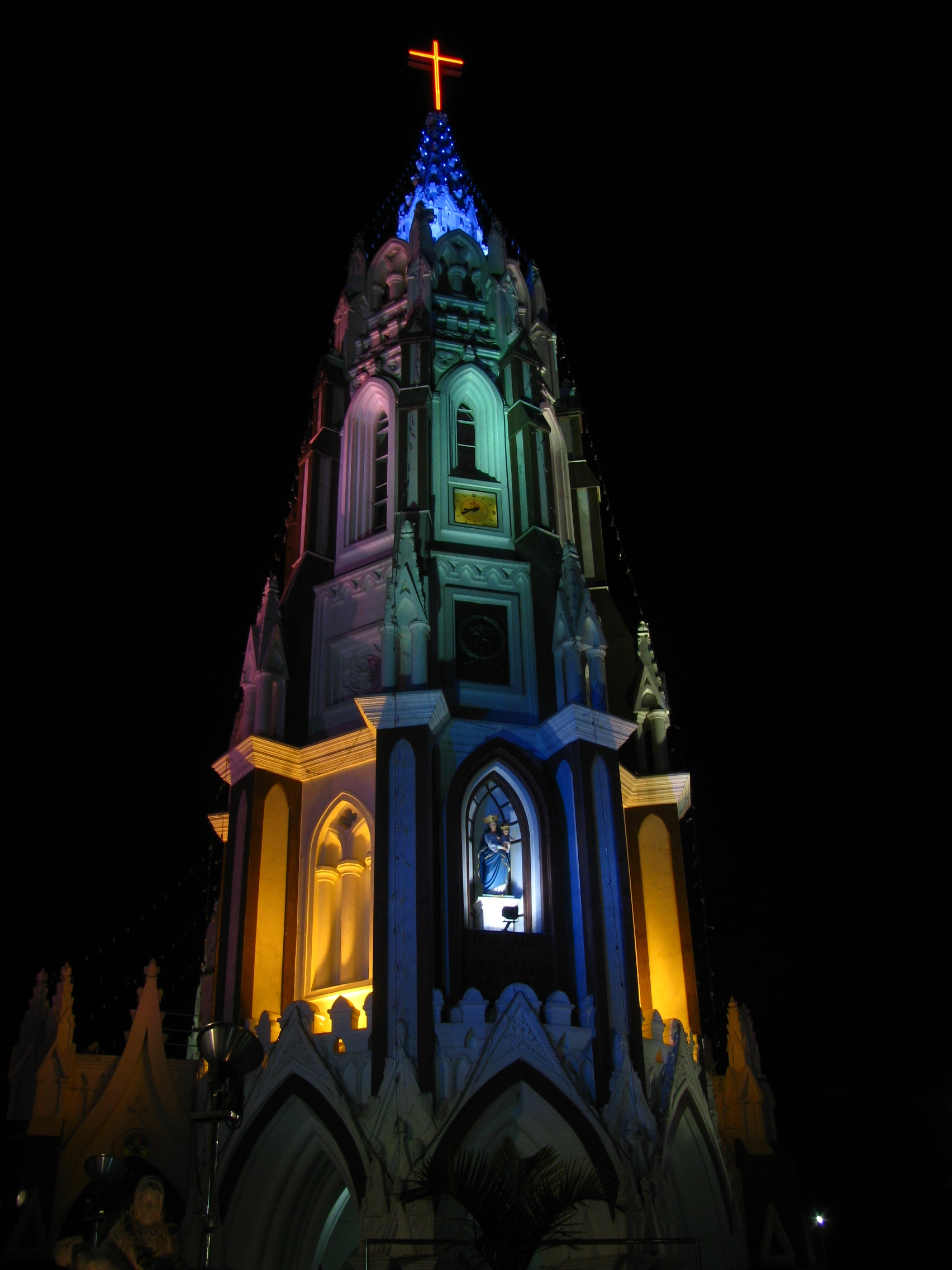